# Малюга, Николай Григорьевич
Николай Григорьевич Малюга (29 декабря 1935 — 15 августа 2015) — советский и российский агроном, доктор сельскохозяйственных наук, профессор, заслуженный деятель науки Российской Федерации (1995), лауреат премии Совета Министров СССР

## Биография
Окончил Кубанский сельскохозяйственный институт в 1963 году по специальности «Агрономия».
В 1963—1982 — работал в КНИИСХ, затем в КНИИАП, а с 1986 года — в КубГАУ.
Умер 15 августа 2015 года.

## Научная деятельность
Автор более 300 работ, в том числе «Озимая сильная пшеница на Кубани», «Возделывание сильных пшениц», «Операционная технология в Южной степной зоне», «Состояние и основные пути повышения плодородия почв в Краснодарском крае», «Пособие для — крестьянских (фермерских) хозяйств по возделыванию сельскохозяйственных культур на Кубани» и пр.
Под его руководством подготовлено и защищено 8 докторских и 51 кандидатская диссертация.

## Награды и звания
Николай Григорьевич Малюга — доктор сельскохозяйственных наук, профессор, председатель диссертационного совета, обладатель трех государственных и восьми краевых наград, Герой труда Кубани, лауреат Премии Совета Министров СССР, обладатель Почетной грамоты МСХ РФ.